# ヴィクター・フェルドブリル
ヴィクター・フェルドブリル（Victor Feldbrill, 1924年4月4日 - 2020年6月17日）は、カナダの指揮者。

## 生涯
トロント出身。1936年から1943年までジグムント・シュタインベルクにヴァイオリン、1939年からジョン・ワインツワイグに音楽理論、1942年からエットーレ・マッツォレーニに指揮法を師事。またマッツォレーニの下で指揮法を学びだした頃からトロント大学交響楽団を指揮し、1943年に初めてトロント交響楽団の指揮台に立った。ほどなくカナダ海軍に入り、海軍主催の演芸に1945年までヴァイオリニストとして参加した。また海軍の勤務でロンドンに駐在した際にはエイドリアン・ボールトの知己を得、ボールトの紹介でロンドン王立音楽大学のハーバート・ハウエルズに作曲、ロンドン王立音楽院のアーネスト・リードに指揮法を学んだ。1945年には帰国してトロント王立音楽院でカスリーン・パーロウにヴァイオリンを学びつつ音楽院のオーケストラのコンサートマスター兼補助指揮者として経験を積み、アメリカのタングルウッド音楽祭に参加したり、ピエール・モントゥーの指揮者学校で学んだりした。1949年に音楽院を卒業してトロント交響楽団の第一ヴァイオリン奏者として1956年まで務めた。1958年から1968年までウィニペグ交響楽団の首席指揮者を務め、1968年から1982年までトロント大学音楽学部の常任指揮者となった。トロント大学の任期中の1973年から1978年までトロント交響楽団の常任指揮者も兼務。1974年にはトロント青少年交響楽団を設立した。1990年から1996年までハミルトン・フィルハーモニー管弦楽団の音楽監督を務めた。
トロントにて死去。